# Henri de Régnier
Henri François-Joseph de Régnier (Honfleur, Calvados, 28 de diciembre de 1864 - París, 23 de mayo de 1936) fue un novelista y poeta francés que formó parte del movimiento simbolista. Fue miembro de la Academia Francesa a la que fue elegido en 1911 para el asiento número 39.

## Datos biográficos
Vino de una familia aristócrata de Normandía. Estudió en el colegio Stanislas. Se consagró a las letras y a partir 1885 empezó a publicar versos tanto en Francia como en Bélgica en revistas afiliadas al simbolismo, principalmente en Lutèce.
Fue admirador de Stéphane Mallarmé, habiendo sido también influenciado por Leconte de Lisle y principalmente por José-Maria de Heredia con cuya hija  Marie se casó en 1895. Ella siendo también poetisa usó el seudónimo de Gérard d'Houville. El matrimonio que no fue feliz tuvo un hijo cuya paternidad fue atribuida al escritor Pierre Louÿs amigo de la pareja. El niño nacido el 8 de septiembre de 1898 fue bautizado Pierre de Régnier (quien sería periodista y apodado más tarde el Tigre) pero según el biógrafo de Louÿs, Jean-Paul Goujon, fue hijo de este último, quien además fue su padrino oficial.
Desde la primera publicación formal de su poesía, Poèmes anciens et romanesques (1889), Henri de Régnier adquirió notoriedad.  Siguieron Tel qu’en songe (1892), Aréthuse (1895), Les Jeux rustiques et divins (1897), Les Médailles d’argile (1900), La Cité des eaux (1902), La Sandale ailée (1905), Le Miroir des heures (1910) que mostraron influencia de Verlaine y de Valéry, de Jean Moréas, Gustave Kahn y de Stéphane Mallarmé, pero sobre todo de su suegro, José-Maria de Heredia.
También escribió cuentos (Contes à soi même (1893) y novelas : su obra más conocida, La Double maîtresse (1900), es una novela freudiana precoz; Le Bon plaisir (1902), Le Mariage de minuit (1903), Les Vacances d’un jeune homme sage (1903), Les Rencontres de M. de Bréot (1904), Le Passé vivant (1905), La Peur de l’amour (1907), La Flambée (1909), La Pécheresse (1920), L’Escapade (1925), etc. Henri de Régnier tuvo una cierta predilección por el siglo XVIII, época en la que ubicó a muchos de sus personajes. 
Hizo igualmente crítica literaria asistiendo a los salones de la alta sociedad parisina como a los de la condesa de Fitz-James o a los de Madeleine Lemaire. 
En marzo de 1908, Henri de Régnier se presentó por primera vea como candidato a ser electo a la Academia Francesa, para el asiento que fue de André Theuriet, pero fue Jean Richepin quien salió triunfante en la elección. El 9 de febrero de 1911, fue finalmente electo al asiento número 39 que había sido de Eugène-Melchior de Vogüé.

## Crítica
Andrés Salmón le llamó «uno de los más osados renovadores» porque suprimía Régnier lo anecdótico en sus obras.

## Obra

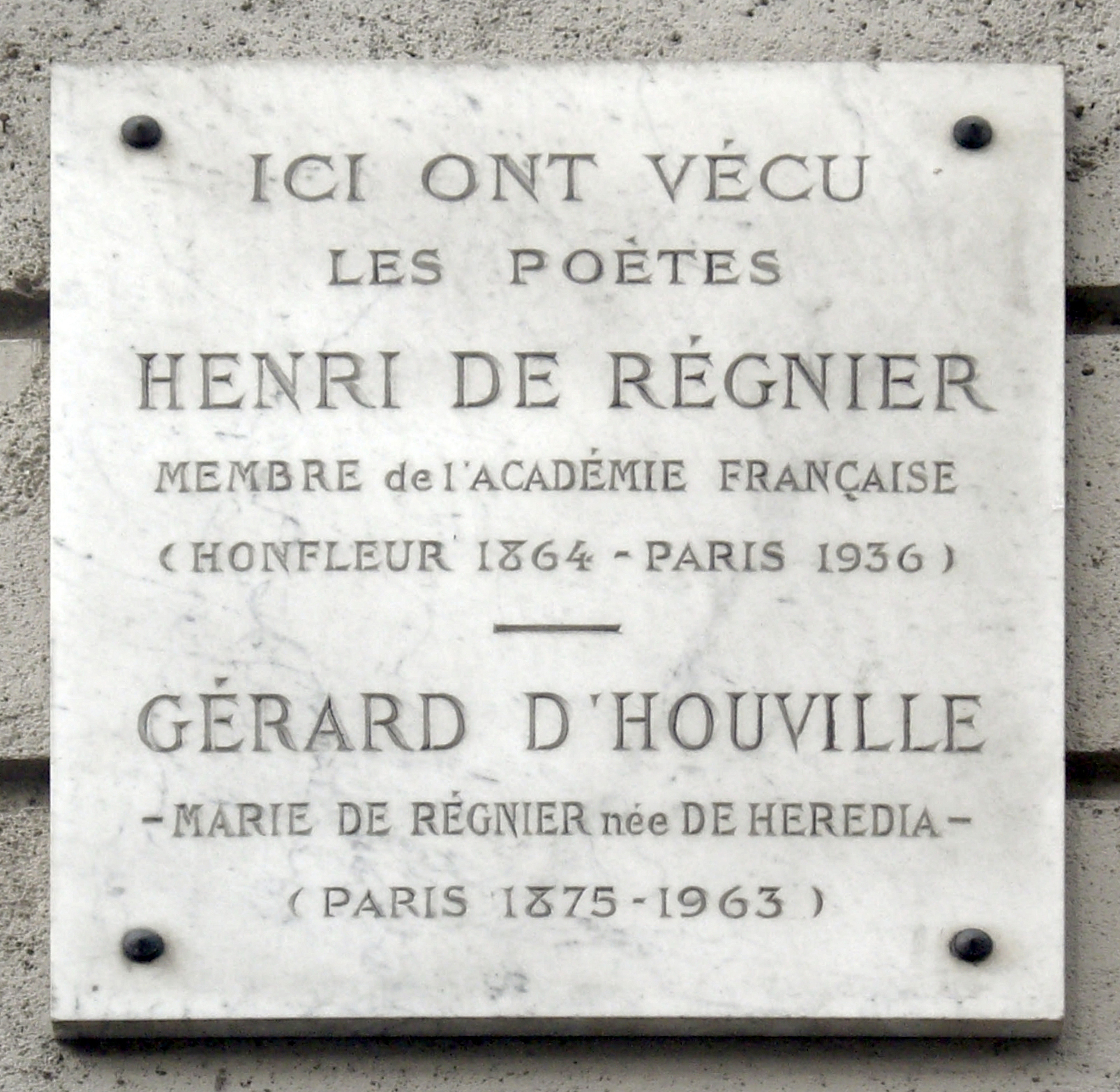
Placa conmemorativa en la que fue la casa de Henri de Régnier y de Marie de Heredia en el número 24 de la Calle Boissière, en París.

- Les Lendemains. Apaisement (poesía) (1886)
- Sites (poemas, 1887)
- Épisodes (poemas, 1886-1888)
- poemas anciens et romanesques, 2 vol. (1890-1895)
- Tel qu'en songe (1892)
- Contes à soi-même (1893)
- Le Bosquet de Psyché (1894) Texto en línea
- Aréthuse (poesía) 1895)Texto en línea
- poemas, 1887-1892 (1895) Texto en línea
- Jeux rustiques et divins (poesía) (1897) Texto en línea
- La Canne de jaspe (1897)
- Premiers poemas (1899) Texto en línea
- Le Trèfle blanc (1899) Texto en línea
- La Double Maîtresse (roman) (1900). Réédité aux Éditions Arc-en-Ciel en 1945, illustré par Raoul Serres. Texto en línea
- Les Médailles d'argile (poesía) (1900) Texto en línea
- Les Amants singuliers (1901)
- Figures et caractères (1901) Texto en línea
- Le Bon Plaisir (1902)
- La Cité des eaux (poesía) (1902) Texto en línea
- Les Vacances d'un jeune homme sage (roman) (1903) Texto en línea
- Le Mariage de minuit (1903)
- Les Rencontres de M. de Bréot (1904)
- Le Passé vivant (roman) (1905) Texto en línea
- La Sandale ailée, 1903-1905 (poesía) (1906)
- L'Amour et le Plaisir (1906)
- Esquisses vénitiennes (1906)
- Sujets et paysages (1906)
- La Peur de l'amour (1907)
- Couleur du temps (1909)
- La Flambée (1909)
- Le Miroir des heures (poesía) (1910)
- Contes de France et d'Italie (1912)
- L'Amphisbène (roman) (1912) Texto en línea
- Portraits et souvenirs (1913)
- Le Plateau de laque (1913) Texto en línea
- Romaine Mirmault (roman) (1914) Texto en línea
- L'Illusion héroïque de Tito Bassi (roman) (1916) Texto en línea
- 1914-1916, poésies (1918)
- Histoires incertaines (1919)
- La Pécheresse, histoire d'amour (1920)
- Vestigia flammae (poesía) (1921)
- Les Bonheurs perdus (1924) Texto en línea
- Le Divertissement provincial. L'entrevue. Proses datées. Baudelaire et les Fleurs du mal (1925) Texto en línea
- Contes pour chacun de nous (1926)
- L'Escapade (1926)
- Monsieur d'Armercœur (1927)
- Le Miracle du fil (sonnets) (1927) Texto en línea
- Le Pavillon fermé (1927)
- Contes vénitiens (1927)
- L'Altana ou la vie vénitienne (1899-1924), 2 vol. (1928) Texto en línea 1 2
- Flamma tenax, 1922-1928, poemas (1928)
- Lui, ou les Femmes et l'Amour (1928) Texto en línea
- Le Vrai Bonheur ou les amants de Stresa (1929)
- Le Voyage d'amour ou l'initiation vénitienne (1930)
- Nos Rencontres. Escales en Méditerranée (1930) Texto en línea
- Choix de poèmes (1931)
- Airs pour l'écho (poesía) (1933)
- Lettres diverses et curieuses, écrites par plusieurs à l'un d'entre eux (1933)
- De mon temps (1933)
- Histoire des Décorations Françaises (1933) publicada bajo la supervisión y con un prefacio de Henri de Régnier, por A. Anchel et P.-F. Caillé; Paris, Javal et Bourdeaux, 1933 ; fontispicio de Auguste Leroux ;
- Le Paradis retrouvé, contes choisis (póstuma) (1937)
- Images vénitiennes Texto en línea